# Komplett Group
Die Komplett Group ist ein norwegischer Online-Versandhändler für Elektronikprodukte. Die Komplett Group stellt auch Desktop-PCs her und nimmt mit einer Jahresproduktion von 35.000 Stück den Platz 1 in Skandinavien ein.
Das Unternehmen ist Teil der Canica-Gruppe, der Beteiligungsgesellschaft der Familie Hagen, die die RIMI-Supermarktkette in Norwegen aufgebaut hat.

## Geschichte
1996 wurde der erste Internetshop unter der Adresse Komplett.no eröffnet. 1999 fusionierten die Firmen Komplett und Norek zu Norkom, die im Jahr 2000 an die Börse ging. Im selben Jahr wurde auch nach Schweden expandiert. 2003 wurde ein Lagerhaus in Tilburg eröffnet, um die Onlineshops in Westeuropa zu beliefern.

2008 wurden die Onlineshops in Großbritannien, Deutschland, Österreich und Frankreich geschlossen. 2010 wurden die verbliebenen Aktivitäten im Benelux-Raum an die Paradigit Holding B.V. verkauft.
Im Jahr 2015 wurde die deutsche comtech GmbH mit Sitz in Aspach (bei Backnang) übernommen.  Zum 28. November 2019 wurde der Verkauf über den Onlineshop comtech.de eingestellt. Als Geschäftsführer fungierten Joachim Ehmann, Ralf Kern und Stefan Christinger.

Logo des IT-Versandhändlers comtech, der 2015 durch die Komplett Group übernommen wurde.

Am 2. März 2017 gab der Europäische Gerichtshof (EuGH) der Zentrale zur Bekämpfung unlauteren Wettbewerbs im jahrelangen Streit mit der Comtech über Gebühren für Service-Telefonnummern recht. Comtech hatte früher eine 0180er-Servicedienstnummer für Kundenanrufe geschaltet. Anrufe kosteten pro Minute 14 Cent aus dem Festnetz und 42 Cent aus einem Mobilfunknetz. Die Wettbewerbszentrale hielt dies für unzulässig und klagte. Der EuGH verwies auf die EU-Verbraucherrichtlinie, wonach ein Anruf, den ein Kunde im Zusammenhang mit einem Kauf tätigt, nicht mehr kosten darf als im „Grundtarif“. Dieser liegt in Deutschland bei der Deutschen Telekom derzeit bei 2,9 Cent aus dem Festnetz.
Anfang September 2019 meldete Comtech Insolvenz am Amtsgericht in Stuttgart an (Aktenzeichen 5 IN 452/19). Der Geschäftsbetrieb wurde zu Ende November 2019 eingestellt, nachdem sich kein Investor für eine Fortführung der Unternehmung fand.